# Jojo
Cătălina Alexandra Grama (n. Cătălina Alexandra Ionescu, n. 22 aprilie 1981, București, România), cunoscută de public sub numele de scenă Jojo, acronim de la cuvintele „jeune et jolie” (în franceză „tânără și frumoasă”), este cântăreață, cunoscută vedetă de televiziune și actriță română, care a apărut în piese de teatru, producții cinematografice și emisiuni televizate de divertisment.
A luat lecții de canto și a studiat actoria, absolvind,  în 2004, Facultatea de Teatru și Film din cadrul Universității Hyperion, la clasa profesorului Virgil Ogășanu.

## Viață personală
Din prima căsătorie, care a avut loc în secret în 2009, are un băiețel, Achim, născut la data de 10 iunie 2011. 
În 2012, Jojo declara într-un interviu publicat online: "Nu știu cum aș putea exista fără Ionuț și fără Achim". 
Totuși, după trei ani de căsnicie, divorțează (tot în secret), și se recăsătorește câțiva ani mai târziu cu actorul Paul Ipate, partenerul ei și în viața profesională (amândoi fiind implicați într-o serie de producții de teatru și televiziune), cu care are, în prezent, o fetiță, Zora Maria.

## Activitate
Cătălina Grama a debutat în televiziune în anul 1995, la vârsta de doar 14 ani. A jucat în primul său rol de teatru în 2003, iar în 2005 a fost distribuită în primul său rol într-un lung metraj cinematografic.
La doar 14 ani, Jojo s-a apucat de modeling în 1994. Într-un casting este observată de cei de la revista Salut, apoi începe o colaborare cu cunoscutul post de televiziune românesc Pro TV. Timp de doi ani a făcut parte din trupa U-nite alături de Bart și Miky, compunând numeroase[câte?] melodii. În perioada 1998-2003 alături de Horia Brenciu, a fost prezentatoarea emisiunii Kiki Riki Miki, realizată de Oana Ionescu. A colaborat cu Xtra Records în anul 2000 pentru un remake al videoclipului Roz  cu care a câștigat ceva mai târziu în România premiul Otto.
Jojo a continuat cariera muzicală singură. 
A apărut într-un număr al revistei Playboy.

## Teatru
- Tanța și Costel, Teatrul George Ciprian, Buzău, 2003;
- Petrecere într-un pian cu coadă de Mihai Ispirescu, Teatrul Nottara, 2005;
- Poker de Adrian Lustig, Teatrul de Comedie, 2007;
- Opera de trei parale de Bertolt Brecht, Teatrul Nottara, 2009.

## Televiziune

### Televiziunea Română
- Kiki Riki Miki, magazin interactiv pentru copii (edutainment), transmis în direct duminica pe TVR1, în perioada 1998-2003.
- BZZZ - primul magazin interactiv pentru tineret[8], transmis în direct sâmbăta dimineața pe TVR2, în perioada 1998-2000[9].

### Antena 1
- Divertis, emisiune săptămânală de umor și satiră, 2000-2009.
- SRC: Happy Show, emisiune săptămânală de umor și satiră, 2014-prezent.
- Te cunosc de undeva, emisiune de sâmbătă seara.[judecată de valoare]

### Pro TV
- Serviciul Român de Comedie, emisiune săptămânală de umor și satiră, 2009-2014.

## Filmografie
- Un caz de dispariție, regia Dan Păduraru, 2005 - Mara
- Poker, regia Sergiu Nicolaescu, 2009 - Monica
- Nașa 2011 - asasina Katia
- Ultimul corupt din România, regia Sergiu Nicolaescu, 2012 - Monica
- S-a furat mireasa (2012) - Nina
- Dead in Tombstone, regia Roel Reine, producător - Universal Pictures, 2012
- Pup-o, mă!, 2018 - Doina
- Clanul, 2022 - Magda

## Premii
- Vasilica Tastaman, premiul pentru harul comic dovedit în nenumărate emisiuni de gen televizive, dar mai ales în filmul Poker regizat de Sergiu Nicolaescu, acordat de Societatea Umoristică Păcală.
- Câștigătoarea ediției a XII-a a emisiunii Dansez pentru tine.

### Interviuri
- JOJO: Cei care se iubesc stiu sa se iubeasca Arhivat în 1 februarie 2014, la Wayback Machine., 27 august 2010, Alice Nastase Buciuta, Revista Tango
- Jojo: „Acum sunt în cel mai bun moment al vieții mele“, 25 ianuarie 2011, Maridana Arsene, Adevărul
- Jojo : „Încă nu-mi vine să cred că vom fi strigați «mama» și «tata»“, 17 aprilie 2011, Oana Botezatu, Adevărul
- Jojo, actriță: „De Revelion, pun un bănuț în paharul cu șampanie“, 29 decembrie 2011, Andreea Marinescu, Adevărul
- Jojo: Nu as renunta niciodata la profesia mea Arhivat în 1 februarie 2014, la Wayback Machine., 6 decembrie 2012, Foto Paul Buciuta, Revista Tango